# Aburi
Koordinaten: 5° 51′ N, 0° 11′ W

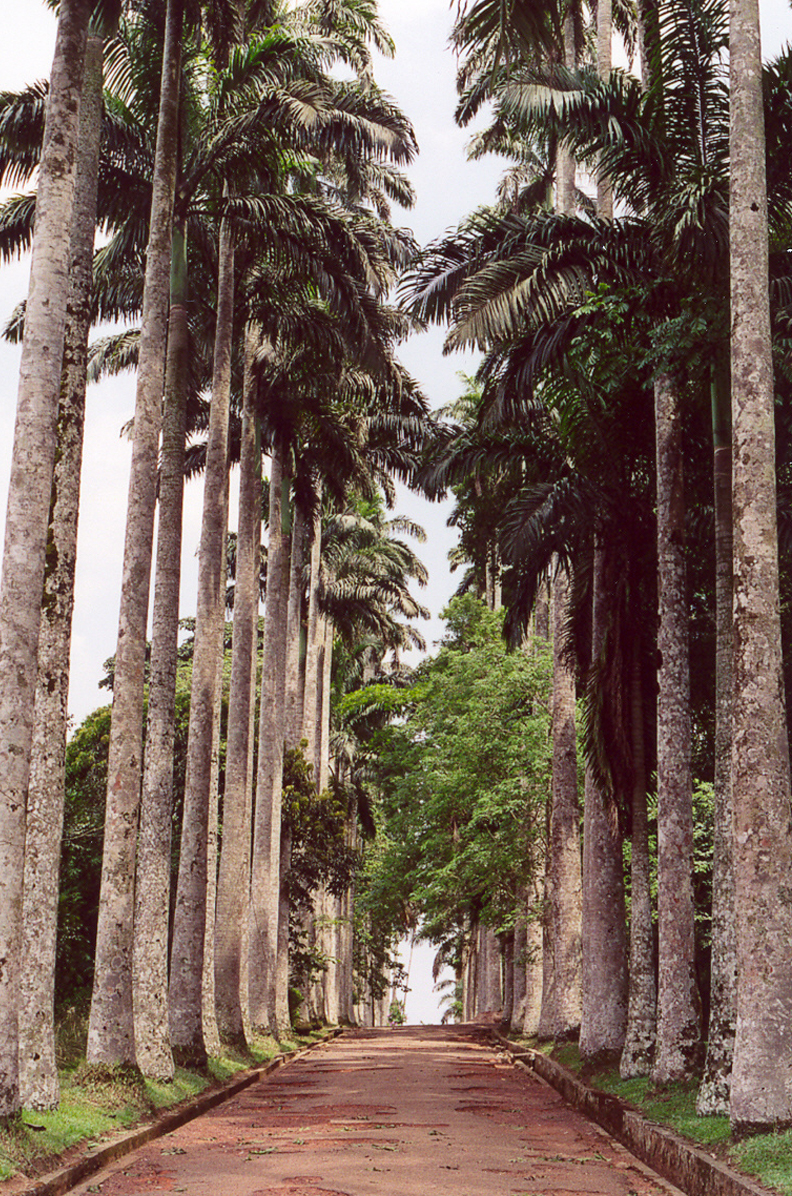
Königspalmen am Eingang von Aburi Botanic Gardens in Ghana

Aburi ist eine Stadt in Ghana. Sie befindet sich in den Ausläufern der gleichnamigen, 400–460 m hohen Aburi-Hügelkette in der Eastern Region, nördlich von Accra. Die Aburi-Hügelkette gehört mit zur Formation der Akwapim-Togo-Kette. Letztgenannter Ort liegt ca. 28 km nördlich von Accra auf der Ausfahrtstraße nach Koforidua und knapp südlich von Mampong in den Akwapim-Bergen. Etwa 20.000 Menschen leben in dem Ort auf einer Höhe von 457 Metern.

## Der botanische Garten
Wegen seiner Lage in den Bergen und seiner Nähe zur Küste wurde in der Nähe von Aburi durch die britischen Kolonialherren im Jahre 1891 eine landwirtschaftliche Forschungsfarm eingerichtet. Das Areal des Gartens bestand ursprünglich aus 20 ha, im Jahre 1901 waren es 17,8 ha und im Jahre 1902 kamen weitere 40 ha als Neuerwerbung hinzu, wobei man bei der letztgenannten Erweiterung auf erhebliche Widerstände stieß. Letzten Endes konnte die Erweiterung nur durch Anwendung staatshoheitlicher Gewalt über Enteignungen erfolgen. Der Zweck des botanischen Gartens war es ursprünglich, feldbauliche Möglichkeiten auszutesten und zu entwickeln, welche zu einer größeren finanziellen Unabhängigkeit der Goldküstenkolonie beitragen sollten.
Der Schwerpunkt des Gartens lag vornehmlich in Kulturversuchen mit einheimischen Nutzpflanzen, wie etwa Kakao, Kautschukpflanzen und Kolabäumen. Daneben wurden aber auch Zier- und Obstpflanzen der verschiedensten Art angebaut sowie kleinere Anbauversuche mit Baumwolle und Gewürzpflanzen unternommen, bei letzterem setzte man neben Vanille und Pfeffer hauptsächlich auf Kardamom und Muskatnuss. Ein Verzeichnis, datiert mit dem 21. Juli 1900, listet 350 verschiedene, in Aburi angebaute Pflanzenarten auf. Daneben befand sich im Jahre 1903 im Zentrum des Gartens ein Sanatorium. Im Jahre 1901 betrugen die Ausgaben für diesen Garten umgerechnet 44.312 Mark (damalige deutsche Mark).
Eigens für die Baumwollversuche wurde damals als Sachverständiger ein Baumwollpflanzer aus Texas namens Edmund Fisher angestellt, der jedoch in dem für die Baumwolle ungünstigen Regenwaldgebiet, in welchem sich Aburi befindet, nur einige kleinere Versuchsfelder anlegen ließ. Eine größere Baumwollversuchsstation wurde auf seine Empfehlung hin in den Graslandebenen des Krobolandes am Volta errichtet, wo von jeher Baumwolle als Eingeborenenkultur angebaut und zu Kleidung verarbeitet wurde. Hier wurde jedoch nicht nur eine Versuchsfarm angelegt, sondern auch versucht, die Einheimischen zur Erweiterung ihres Baumwollanbaus aufzumuntern. Letzteres geschah hauptsächlich durch die Verteilung von Saatgut an die Häuptlinge in Verbindung mit einer Aufkaufgarantie für sämtliche geerntete Baumwolle auf einem zentralen Aufkaufmarkt in Akuse 6° 6′ N, 0° 8′ O am Volta, wohin die Baumwolle auch leicht auf dem Wasserweg gebracht werden konnte. Auf dem Volta konnte dann auch der Abtransport der Baumwolle erfolgen. Das am weitesten von Akuse entfernte Baumwollanbaugebiet der Region ist die Landschaft Awudome, welche etwa 13–15 km vom Volta entfernt ist. Auch wurde zur Aufbereitung der Rohbaumwolle in Akuse eine Ginstation errichtet.
Auch war der botanische Garten in Aburi zuständig für die Pflege und Erhaltung des Gartens auf Christiansborg.
Heute befindet sich auf dem Gelände in Aburi ein botanischer Garten. Er ist vor allem Standort zahlreicher Pflanzen, die ursprünglich nicht in Ghana beheimatet waren, sondern hier der Sammlung tropischer Pflanzen hinzugefügt wurden.
In Aburis Nachbarort Kitase lag auch das Wochenendhaus (Peduase Lodge) des ersten Präsidenten Ghanas, Kwame Nkrumah, das heute als Unterkunft für Staatsgäste genutzt wird.
Aburi ist aufgrund des botanischen Gartens ein bekanntes touristisches Ausflugsziel.